# 1 para N
No modelo relacional de bases de dados, é usada qualquer uma das expressões 1 para N, um para muitos ou 1:N (em inglês: one-to-many) para se referir a um dos tipos de relacionamentos que se podem estabelecer entre os campos de duas tabelas: cada tupla de uma tabela pode-se relacionar com N tuplas da outra tabela. Porém, cada tupla da segunda tabela só se relaciona com uma única tupla da primera.
A forma típica de implementação de uma relação deste tipo é a utilização de uma chave estrangeira na tabela N.

## Exemplos
- Um colégio pode ter várias turmas, mas cada turma pertence apenas a esse colégio.